# 니스 포위전
니스 포위전은 1542년~1546년 이탈리아 전쟁의 일환으로 1543년 프랑스-오스만 동맹군의 프랑수아 1세와 쉴레이만 대제가 신성 로마 제국 황제 카를 5세와 사보이아 공국, 제노바 공화국 등의 동맹국에 맞서 싸운 전투이다.
당시 니스는 카를 5세의 동맹국인 사보이아 공작 카를로 3세의 지배를 받고 있었다. 오스만 제국의 제독인 바르바로스 하이레딘 파샤의 1543년~1544년 지중해 원정 과정에서 벌인 전투이기도 하다.

## 전개
이 시기 지중해에서는 합스부르크 스페인의 군대에 맞서 싸우기 위하여 프랑스-오스만 제국 간의 활발한 해군 공동 작전이 이루어졌는데, 프랑스 왕국의 프랑수아 1세가 앙투안 에스칼랭 데 제마르 대사를 통해 쉴레이만 1세에게 군사협력 요청을 하였기 때문이다. 이에 1543년 8월 바르바로스 하이레딘 파샤가 지휘하는 오스만 함대가 마르세유의 프랑스 함대와 처음 합류하였다.
프랑수아 1세가 연합군과 함께 니스를 공격하기로 결정한 이유는 그 지역을 다스리는 사보이아 공국에 있었다. 당시 사보이아 공국은 지난 100여년 간 프랑스의 보호국이었으나, 사보이아 공작 카를로 3세가 합스부르크가 세력 출신인 포르투갈의 베아트리체와 결혼함으로서 합스부르크가의 동맹이 되어버리면서 프랑수아 1세를 분노케 하였기 때문이다.
프랑수아 1세는 이전에도 니스에 한차례 기습공격을 시도하였으나 제노바 출신 안드레아 도리아의 함대에 격퇴당한 상황이었다.

### 오스만 함대의 도착
프랑수아 1세와 쉴레이만 대제 사이의 군사합의와 더불어 콘스탄티노플 주재 프랑스 대사인 폴랭 선장의 개입으로 오스만 제국의 제독 바르바로스 하이레딘은 갤리선 110척을 이끌고 1543년 5월 중순 마르마라해를 출항하였다.
그런 다음 6월 한 달간 시칠리아와 이탈리아 남부 해안을 습격하였으며, 6월 29일 로마의 티베르강 하구에 정박하였다. 폴랭 선장은 교황령 측에 오스만군이 로마를 공격하지 않을 것이라며 안심시키는 서한을 보냈다.
바르바로스는 7월 5일 프랑스 대사 폴랭과 함께 생토노라섬 (Saint-Honorat)에 도착했다. 프랑스 측에서 오스만 함대의 지원을 위해 준비한 것이 별로 없었던 관계로, 폴랭은 마롤 (Marrolles)로 가서 프랑수아 1세를 알현하여 지원을 요청하기로 했다.
한편 바르바로스는 7월 10일 툴롱 항구를 거쳐 7월 21일 마르세유 항구에서 귀한 대접을 받으며 마르세유 총독 앙기앙 백작 프랑수아가 지휘하는 프랑스군에 합류하였다. 프랑스-오스만 연합 함대는 8월 5일 마르세유를 출항하여 니스로 향했다.

### 포위전
오스만군은 니스에서 동쪽으로 6km 떨어진 빌프랑슈에 처음 상륙하여 그곳의 요새를 점령하는 동시에 파괴하였다.
이후 프랑스군과 오스만군은 1543년 8월 6일 니스 시의 합동 공격에 나섰다. 여기서 오스만 갤리선 110척과 프랑스 갤리선 50척이 함께 동원되었다.
니스로 진입한 프랑스-오스만 연합군은 강력한 저항에 직면하였고, 8월 15일부터는 본격적인 전투에 들어가며 그 정점을 찍었다. 이 당시 시민들의 저항은 후술할 '카트린 세귀란' 설화로 이어진다. 니스 시는 8월 22일 항복하였으며, 프랑스군은 오스만군의 약탈 행위 방지에 힘썼다. 그러나 니스의 요새 가운데 하나인 '시미즈성' (Château de Cimiez)은 프랑스 측에서 오스만군에 화약을 충분히 보급하지 못했던 관계로 점령하지 못하고 있었다.

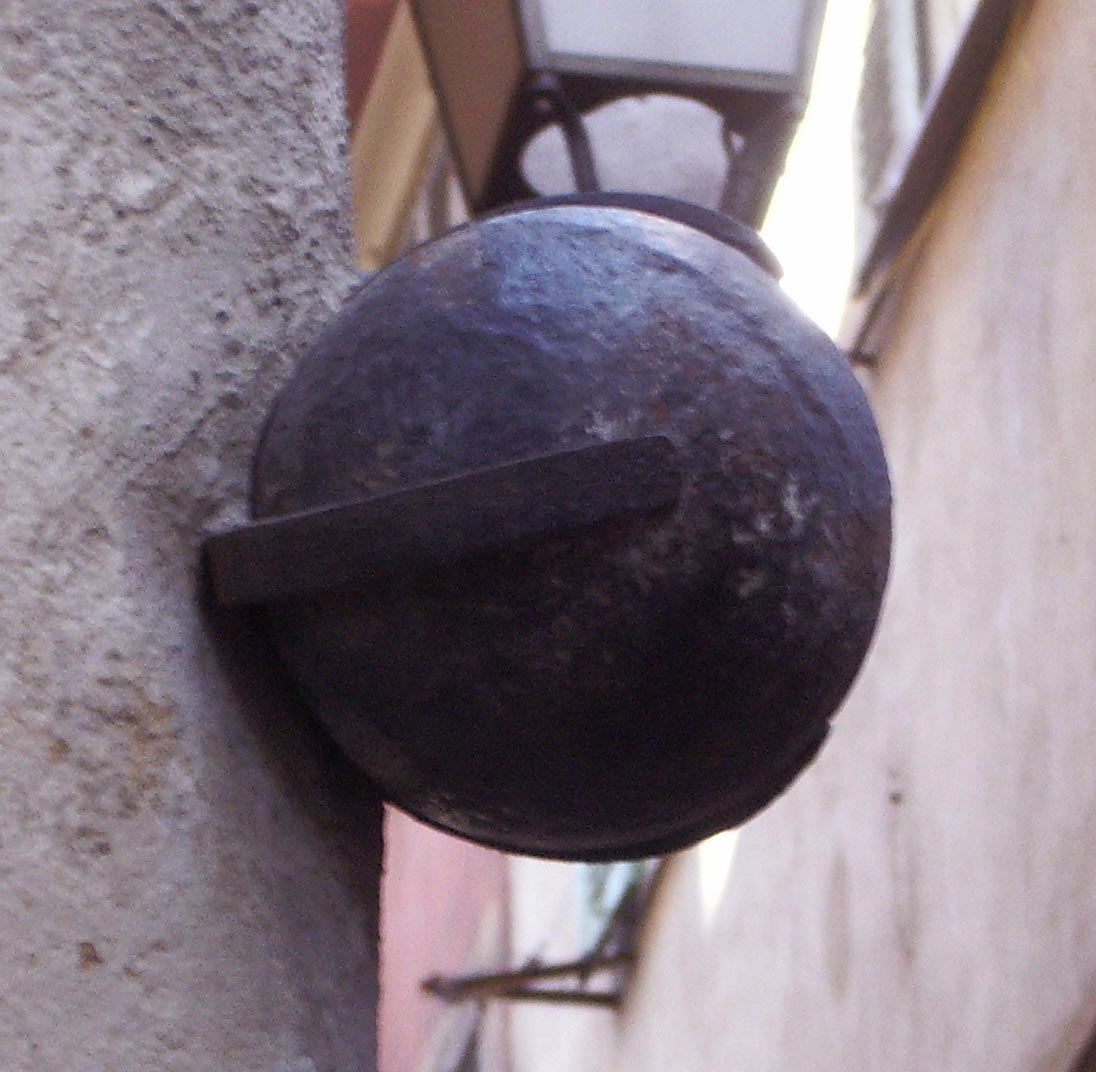
오늘날 니스의 카트린 세구란 거리에 설치된 오스만 함대의 포탄. 그 아래 안내문에는 "1543년 니스 포위전 당시 터키 함대에서 발사된 포탄. 이곳에서 니스의 여주인공 카트린 세구란이 두각을 드러냈다"고 소개하고 있다.

9월 8일 시미즈성을 차지하기 위한 큰 전투가 다시 한번 벌어졌으나 합스부르크군의 진군 소식을 들은 프랑스-오스만 연합군은 마침내 퇴각을 택했다. 한편 사보이아 공국의 통치자인 카를로 3세 공작은 피에몬테에서 군대를 일으켜 도시의 해방을 꾀하고 있었다. 안드레아 도리아의 함대를 타고 건너온 구원군은 빌프랑슈에 상륙한 뒤 니스성으로 향했다.
일부 기록에 따르면 퇴각 전날 밤, 바르바로스의 오스만군이 도시를 약탈하고 그 일부를 불태운 뒤 포로 5,000명을 사로잡았다고 한다. 그러나 스페인 측 기록에서는 도시를 불태운 것은 프랑스군이었다고 만장일치로 기록하고 있으며, 프랑스 원수 비에유빌도 "그 사건이 벌어질 때 바르바로스의 군대는 이미 멀리 떨어져 있었기 때문에 그들을 비난해선 안 된다. 프랑스의 명예와 평판, 그야말로 기독교계 자체를 지키기 위하여 불행한 바르바로스에게 떠넘겼던 것이다"라는 말을 남기며 프랑스 측의 책임을 인정했다.
니스 포위전 당시 바르바로스는 프랑스 함대의 장비와 물자가 엉망이라며 불만을 표했다. 특히 "선원이라는 작자들이 나무통에 화약가루 대신 포도주를 채워넣는가"라는 말을 남긴 것으로 유명하다. 그러나 아무리 준비가 미미했다고 하더라도 안드레아 도리아가 구원군 상륙시킨 후에 폭풍우로 갤리선 4척을 잃는 위기에 처했음에도 공격하지 않고 주저하는 모습을 보인 점은 설명되지 않는데, 이 부분에 대해서는 바르바로스와 도리아 사이에 암묵적인 합의가 있었던 것으로 추정된다.

### 카트린 세귀란의 전설

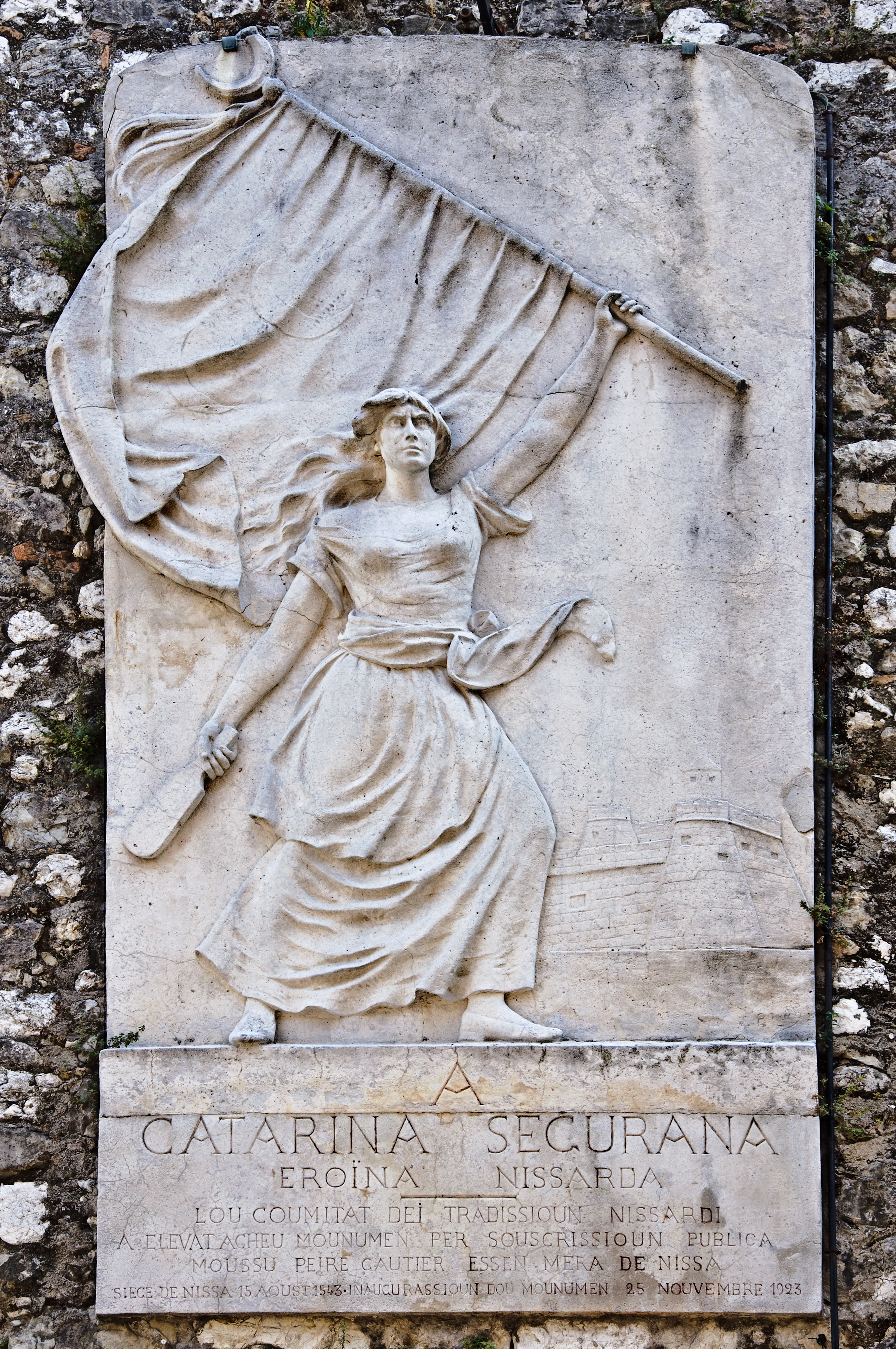
카트린 세귀란을 묘사한 기념 부조

카트린 세귀란 (Catherine Ségurane)은 1543년 여름 프랑수아 1세와 연합한 튀르키예 침략군의 포위 공격을 격퇴하는 데 결정적인 역할을 했다고 전해지는 니스의 민속영웅이다. 당시 니스는 프랑스의 영토가 아니라 사보이아에 속해 있었기 때문에 침략군을 방어할 상비군이 없었는데, 평범한 세탁부였던 카트린 세귀란이 마을 사람들을 전투로 이끌었다는 이야기가 니스 지역에서 전해져 내려오고 있다. 설화에 따르면 카트린 세귀란은 오스만군의 기수를 빨래방망이로 쓰러뜨리고 군기를 빼앗았다고 한다.
카트린이 실존인물인지에 대해서는 확실하게 밝혀진 바가 없으며, 카트린이 적군을 욕보였다는 영웅담 역시 지어낸 이야기이거나 몹시 과장된 이야기일 가능성이 높다. 포위전을 눈으로 직접 목격한 역사학자 장 바다 (Jean Badat)는 카트린이라는 여자가 전투에 참여했다는 기록을 남긴 적이 없으며, 니스 방어전은 마을 사람들이 도시 곳곳의 다리를 파괴하고 사보이 공작 카를로 3세가 소집한 군대가 입성하면서 시작되었다는 것이 정사의 기록이다. 그럼에도 불구하고 카트린 세귀란이라는 영웅의 전설은 현지인들 사이에서 상상력을 자극하였다. 1808년 루이 안드리올리(Louis Andrioli)는 카트린 세귀란에 관한 서사시를 집필하였고, 1878년 장 밥티스트 토셀리(Jean-Baptiste Toselli)도 카트린 세귀란을 주인공으로 한 희곡을 썼다. 1923년에는 카트린이 공적을 세운 것으로 추정되는 장소 인근에 카트린을 묘사한 기념 부조가 세워졌다. 오늘날 니스에서는 매년 11월 25일 성 카타리나 축일을 맞이할 때마다 '카트린 세귀란의 날' (Catherine Segurane Day)을 동시에 기리고 있다.

### 오스만 함대의 월동 준비

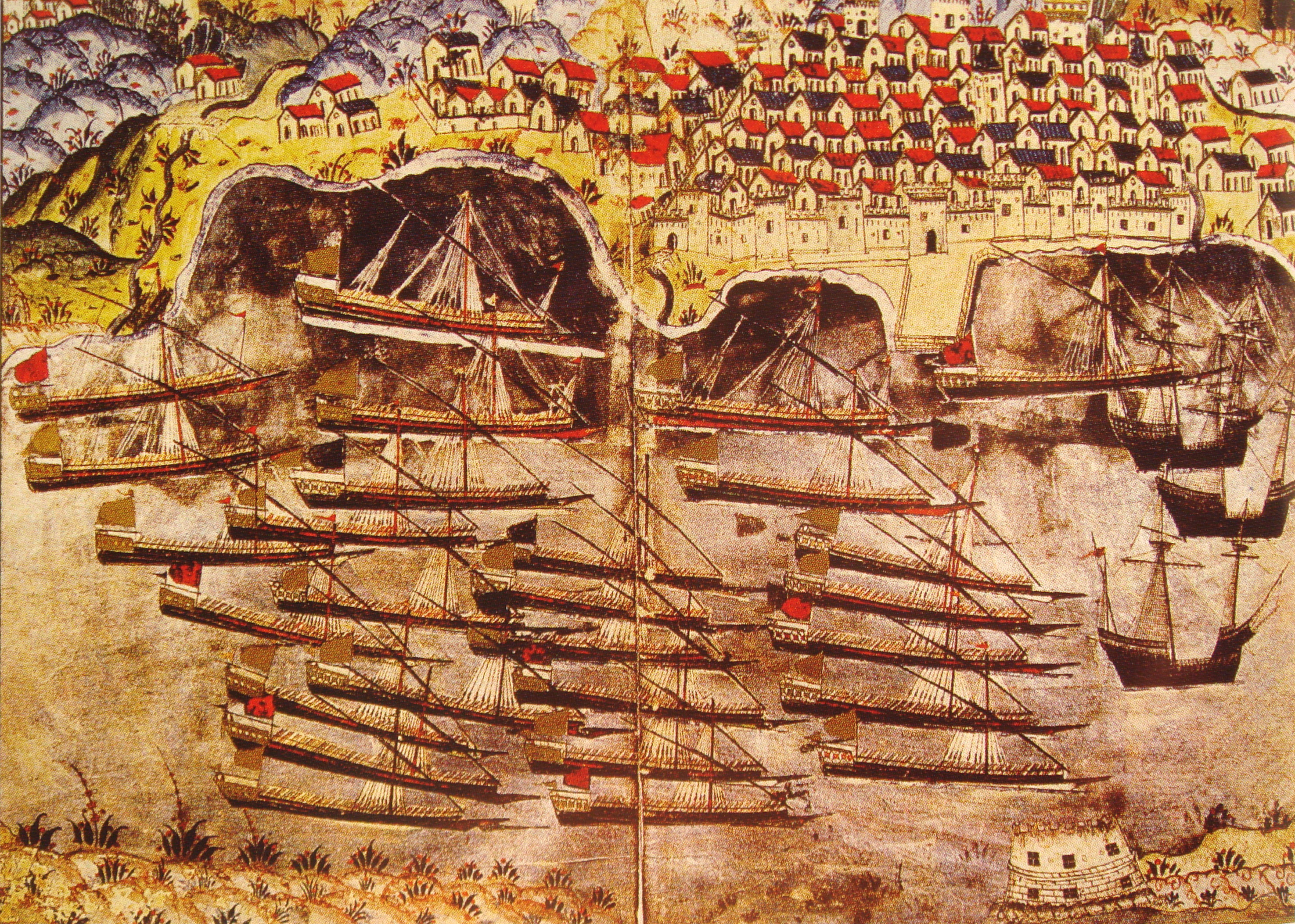
프랑스 툴롱 항구에서 월동하는 바르바로사의 함대, 1543년

포위전을 승리로 이끈 오스만군에게 프랑수아 1세는 툴롱에서 겨울을 보내라고 제안하였다. 이는 오스만군 함대를 니스 인근에 두어 신성 로마 제국, 특히 스페인과 이탈리아 연안과 더불어 양국간의 교류를 계속해서 교란하기 위함이었다. 프랑수아 1세는 여기에 바르바로스가 프랑스에서 겨울을 보낸다면 추후 있을 튀니스 정복에 프랑스도 지원에 나설 것이라고 약속하였다.
갤리선 110척과 병력 30,000명을 거느린 채 그해 겨울을 프랑스에서 보내게 된 오스만 함대는 툴롱 항구를 기지 삼아 살라 라이스 제독의 지휘 하에 스페인과 이탈리아 연안 공격에 나섰다. 특히 스페인 바르셀로나와 이탈리아 산레모, 보르게토산토스피리토, 체리알레를 습격하고, 이탈리아-스페인 해군의 반격을 격파했다. 바르바로스는 전 함대를 이끌고 제노바로 가서 안드레아 도리아 제독과 함께 투르구트 레이스의 석방 협상에 나섰다. 프랑스 측은 오스만군이 툴롱에 머무는 6개월 동안 빵을 공급하였으며, 다음 여름 원정과 콘스탄티노플로 돌아가는 데 필요한 식량으로 약 10,000톤에 달하는 빵을 제공했던 것으로 알려져 있다.
다만 프랑수아 1세는 오스만 제국과의 공동 협력에 나서면서 어중간한 태도를 보였는데, 이는 기본적으로 기독교 세력에 맞서는 동맹을 체결한 점에 대해 여타 유럽 열강들이 곱지 않은 시선을 보내고 있었기 때문이다. 따라서 양국간의 관계는 여전히 의심스럽고 긴장되는 상황이었다.

## 여파

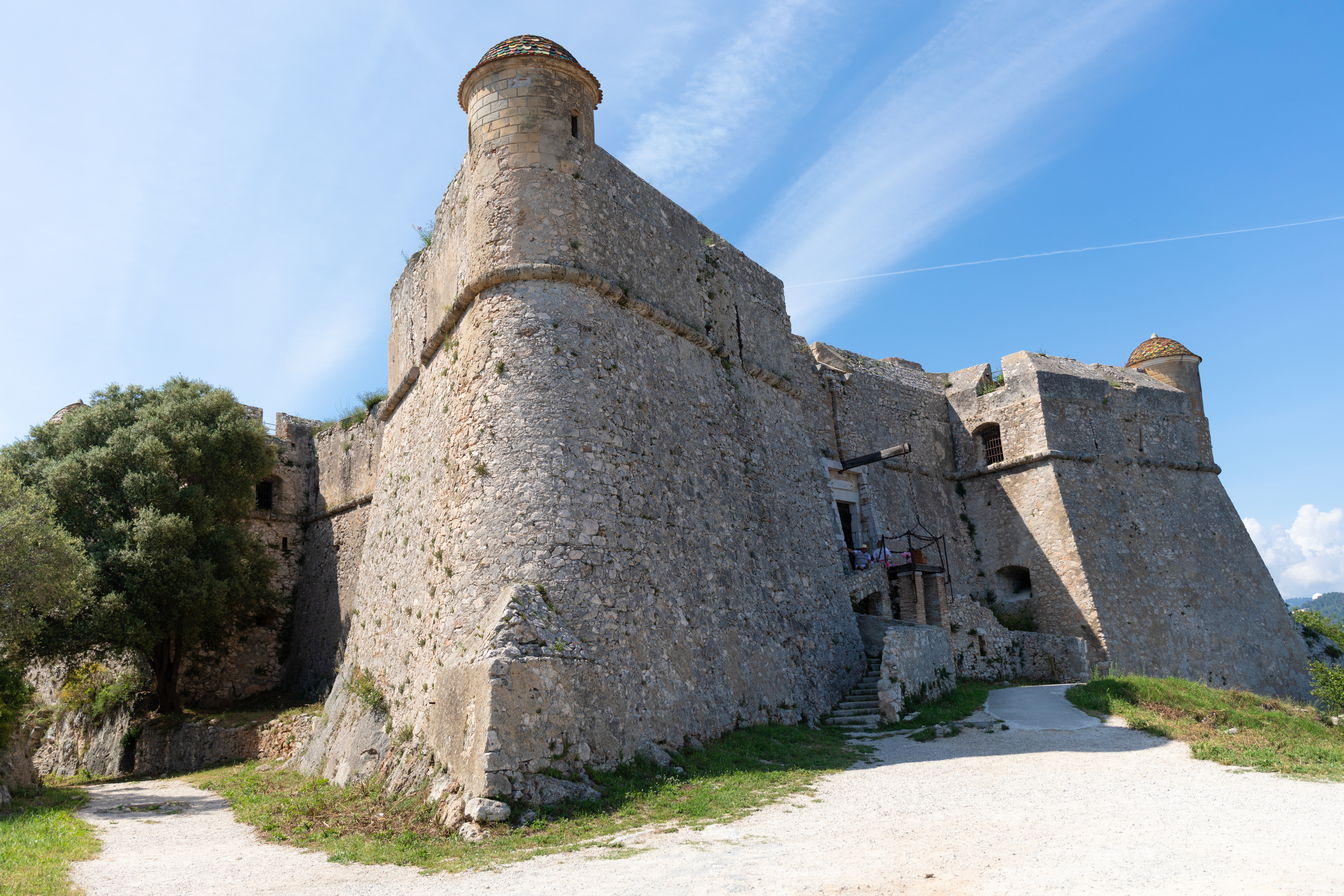
에마누엘레 필리베르토 공작은 니스 포위전 이후 연안 방어선 강화를 위해 몽탈방 요새 (사진)를 건설하였다.

1544년 9월 18일 크레피에서 프랑스-합스부르크 간의 평화 조약이, 1545년 11월 10일 합스부르크-오스만 제국 간의 휴전 조약이 체결됐다. 합스부르크 황제 카를 5세는 오스만 제국의 니스 정복을 승인하였다. 프랑수아 1세가 사망한 뒤인 1547년 6월 13일 양국 간의 공식적인 평화 조약이 체결되었다.
니스 포위전을 겪은 에마누엘레 필리베르토 공작은 니스 일대에 요새를 구축하여 연안경비 강화를 꾀하였는데 니스성, 몽탈방성, 생텔므드빌프랑슈성 등이 이때 지어진 것이다.

## 사진

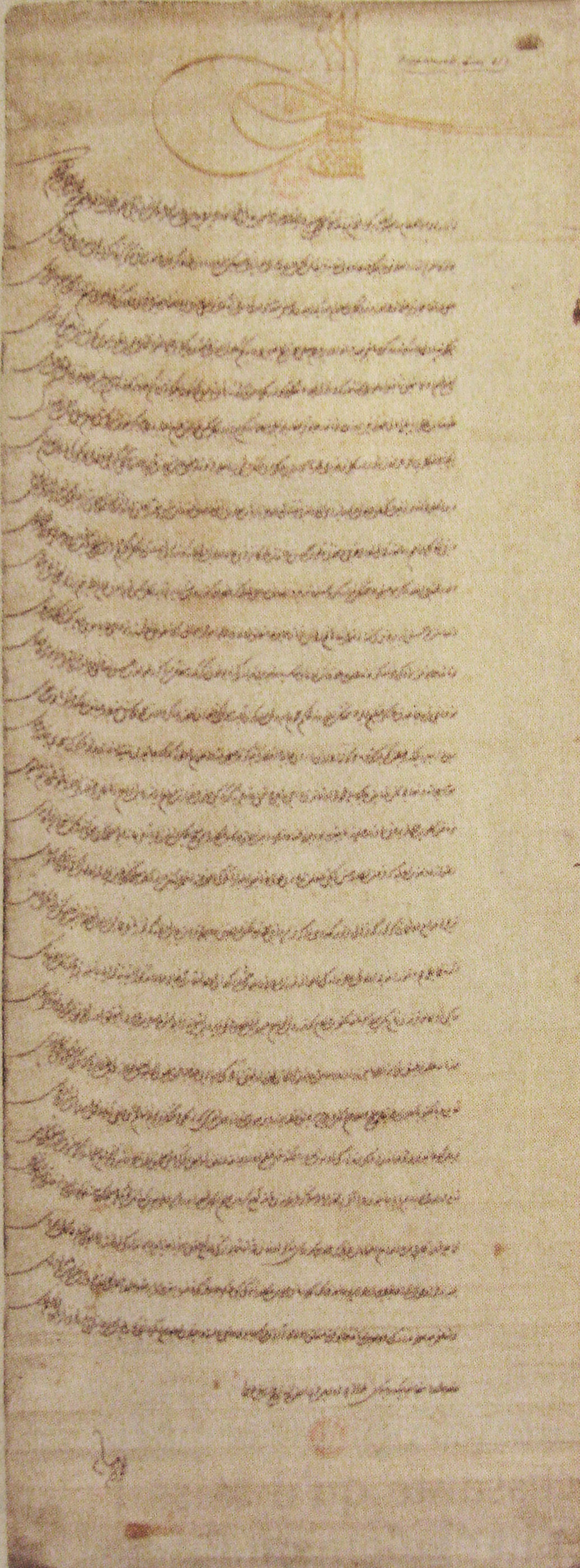
1543년 2월 중순 니스 포위전 계획에 관하여 쉴레이만 1세가 프랑수아 1세에게 보낸 편지
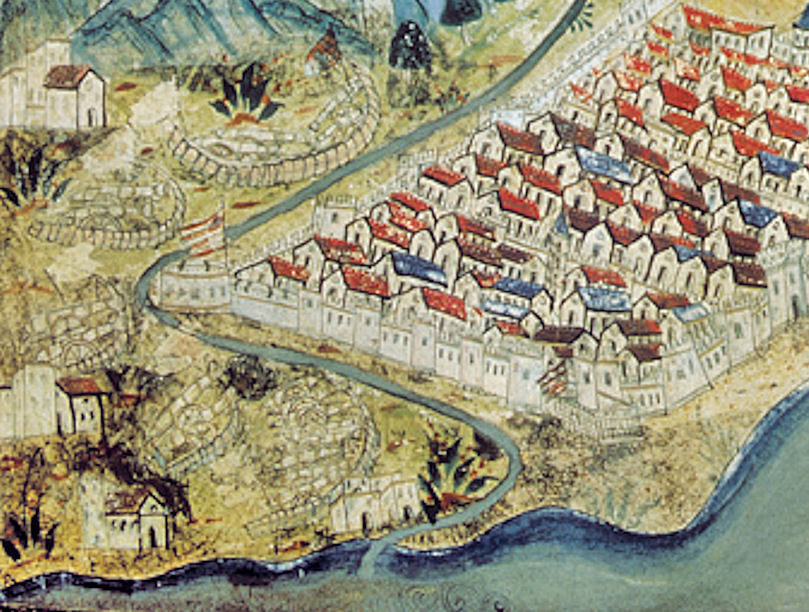
니스를 포위하는 프랑스 왕실포병 (좌측 백기)
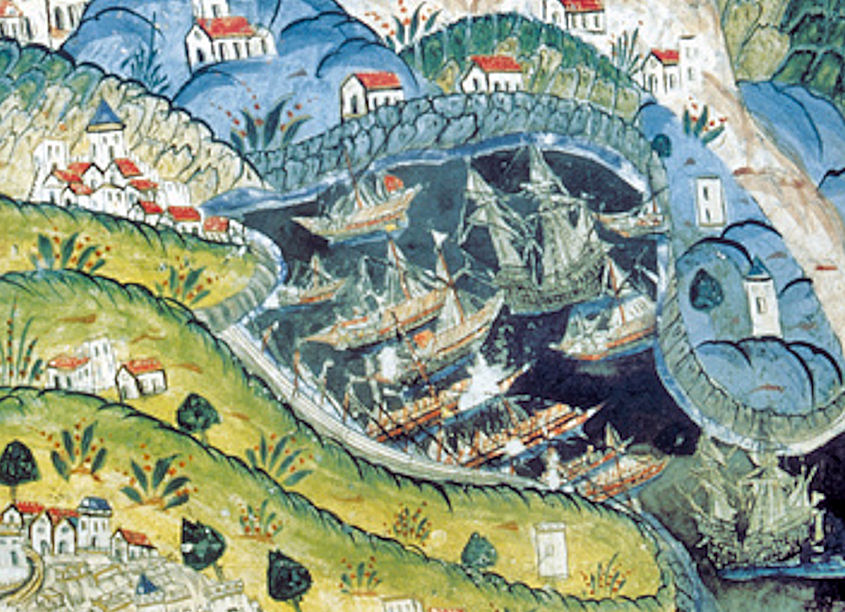
빌프랑슈에 상륙한 오스만 함대
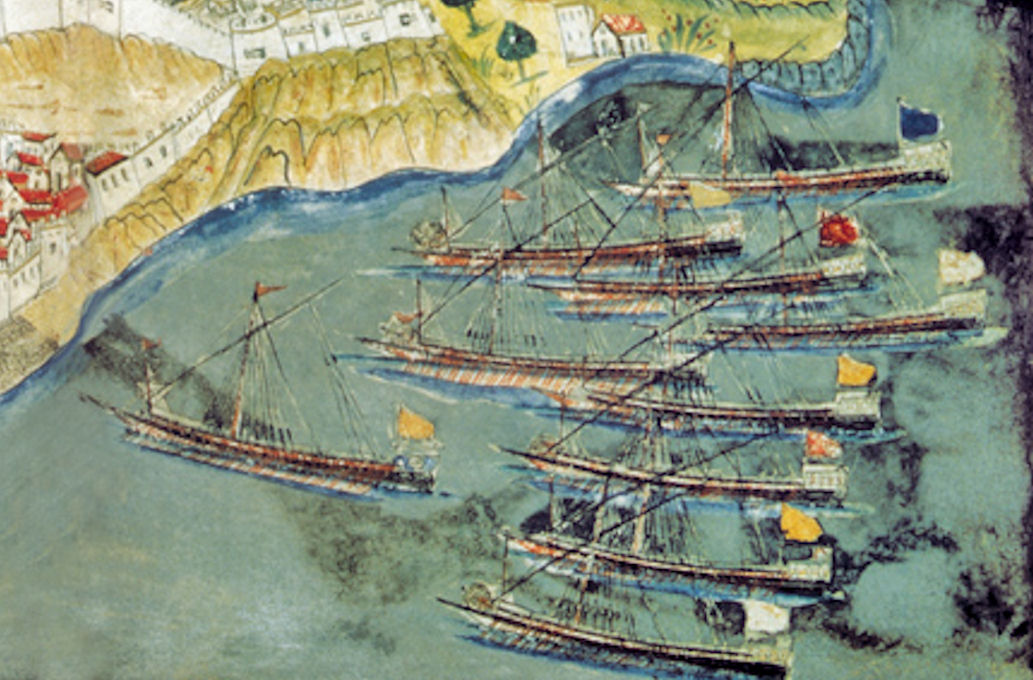
니스에 상륙한 오스만 함대

## 같이 보기
- 프랑스-오스만 동맹

## 참고 문헌
- William Miller The Ottoman Empire and Its Successors, 1801–1927 Routledge, 1966 ISBN 0-7146-1974-4
- Peter Malcolm Holt, Ann K. S. Lambton, Bernard Lewis The Cambridge History of Islam Cambridge University Press, 1977 ISBN 0-521-29135-6
- Roger Crowley, Empire of the sea, 2008 Faber & Faber ISBN 978-0-571-23231-4
- Baghdiantz McAbe, Ina 2008 Orientalism in Early Modern France, ISBN 978-1-84520-374-0, Berg Publishing, Oxford